# Džalil Mammedguluzade
Džalil Mammedguluzade (ázerbájdžánsky: Cəlil Məmmədquluzadə; 22. února 1869 Nachičevan – 4. ledna 1932 Baku) byl ázerbájdžánský spisovatel, dramatik, novinář a satirik. Byl zakladatel humoristického časopisu Mula Nasredin. Byl zastáncem unifikace spisovného ázerbájdžánského jazyka. Kritizoval své současníky, kteří ázerbájdžánský jazyk zaneřádili výrazy přejatými z ruštiny, perštiny a turečtiny. Stal se propagátorem latinizace ázerbájdžánské abecedy. Je též považován za jednoho z prvních bojovníků za práva žen v Ázerbájdžánu a na Středním východě vůbec. Měl velkou roli při založení prvního ženského časopisu v Ázerbájdžánu.

## Život
První vzdělání získal v náboženské škole — medrese. Ve třinácti se naučil rusky. V roce 1882 nastoupil do Zakavkazského učitelského semináře, kde ho učil Aleksej Osipovič Čerňajevskij. Absolvoval roku 1887 a následujících deset let se živil jako učitel v menších sídlech Jerevanské gubernie. V roce 1898 se přestěhoval do Jerevanu, v roce 1903 do Tbilisi, kde začal pracovat v místních novinách Šarki-Rus vydávaných v ázerbájdžánštině. Zde publikoval svou první povídku. V roce 1905 carská vláda noviny zakázala. V roce 1906 založil satirický časopis Mula Nasredin, jehož redaktorem byl přes 25 let, a který si získal mimořádný vliv v celé střední Asii a muslimském světě vůbec, ačkoli v Íránu a Osmanské říši byl brzy zakázán. Díky sázce na ilustrace a karikatury byl schopen oslovit i negramotné publikum. Ostře útočil na náboženský konzervatismus a autoritářství. V roce 1907 si Džalil vzal za ženu feministickou aktivistku Hamidu Džavanšírovou. Časté vojenské konflikty a celková politická nestabilita na Kavkaze ho donutily přestěhovat se do Tabrízu v Persii. V roce 1921 se nakonec usadil v Baku. Roku 1931 musel pod tlakem sovětských orgánů zastavit vydávání Mula Nasredin. Rok poté zemřel.

## Náboženství
Mammedguluzade měl vždy mnoho nepřátel a kritiků mezi náboženskými konzervativci. Jeho vlastní náboženské přesvědčení zůstalo zahaleno rouškou tajemství. Ázerbájdžánský filozof Agalar Mammedov tvrdil, že byl ateistou, jiní autoři to ale popírají a označují ho náboženského liberála či umírněného muslima. Mammedguluzade pověsti o svém ateismu přiživil například svou knihou Mrtví, kde je hlavním hrdinou právě opilý ateista. Ten je ostatními označen za blázna za to, že řekne pravdu o své zaostalé společnosti, kde jsou devítileté dívky nuceny brát si padesátileté muže.

### České překlady
- Ztráta osla, Mezera 2008 (překlad Tomáš Laně)